# John R. Anderson
John Robert Anderson (* 27. August 1947 in Vancouver, British Columbia) ist ein US-amerikanischer Psychologe kanadischer Herkunft. Er arbeitet mit dem Schwerpunkt Kognitionspsychologie an der Carnegie Mellon University.

## Leben
Anderson studierte von 1964 bis 1968 Psychologie an der University of British Columbia und promovierte 1972 an der Stanford University. Anschließend lehrte er an der Yale University und der University of Michigan. Seit 1978 ist er Professor für Psychologie an der Carnegie Mellon University, 1983 nahm er dort außerdem einen Lehrstuhl für Informatik an.

## Werk
Anderson ist vor allem durch die Entwicklung der Theorie Adaptive Control of Thought (ACT) bekannt geworden. Diese versucht verschiedene Elemente der kognitionspsychologischen Forschung zusammenzutragen und so eine komplexe psychologische Theorie des menschlichen Geistes zu entwickeln. Diese Theorie soll zudem als kognitive Architektur den menschlichen Geist als Computerprogramm simulieren.

## Preise und Auszeichnungen
Von 1988 bis 1989 war Anderson Präsident der Cognitive Science Society. 2004 gewann er den David E. Rumelhart Prize for Contributions to the Formal Analysis of Human Cognition, 2006 wurde er erster Preisträger des mit 150.000 US-Dollar dotierten Dr. A.H. Heineken Prize for Cognitive Science der Königlichen Niederländischen Akademie der Wissenschaften. 1999 wurde Anderson zum Fellow der American Academy of Arts and Sciences gewählt. Im selben Jahr wurde er auch Mitglied der National Academy of Sciences (NAS), deren Abteilung für Psychologie er seit 2001 leitet. Seit 2007 ist er Mitglied der American Philosophical Society. 2011 erhielt er die Benjamin Franklin Medal. Für 2016 wurde ihm der Atkinson Prize in Psychological and Cognitive Sciences der NAS zugesprochen.